# Who Killed Vincent Chin?
Who Killed Vincent Chin? è un documentario del 1987 diretto da Christine Choy e Renee Tajima-Pena candidato al premio Oscar al miglior documentario.
Tratta dell'assassinio di Vincent Chin, un cinese-americano ucciso nel 1982 da Ronald Ebens e dal figliastro Michael Nitz.
Nel 2021 film è stato scelto per la conservazione nel National Film Registry della Biblioteca del Congresso degli Stati Uniti d'America in quanto «film culturalmente, storicamente ed esteticamente significativo».